# Hawaiis provisoriska regering
Hawaiis provisoriska regering förklarades den 17 januari 1893 då monarkin på Hawaii, med drottning Lili'uokalani, störtats. Den 4 juli 1894 utropades slutligen Republiken Hawaii.
Denna provisoriska regering, med 13 medlemmar, styrdes av en så kallad säkerhetskommitté ledd av Lorrin A. Thurston och Sanford B. Dole. Lorrin A. Thurston ville att Hawaii skulle anslutas till USA. Den hawaiianska prinsessan Ka‘iulani var dock i USA för att förklara att störtandet av den hawaiianska monarkin var fel.